# Conocephalus grebenchikovi
Conocephalus grebenchikovi är en insektsart som beskrevs av Boris Petrovich Uvarov 1942. Conocephalus grebenchikovi ingår i släktet Conocephalus och familjen vårtbitare. Inga underarter finns listade i Catalogue of Life.